# Hiraes
Hiraes ist eine deutsche Melodic-Death-Metal-Band aus Osnabrück, die sich aus den ehemaligen Mitgliedern von Dawn of Disease und der Sängerin von Critical Mess zusammenschloss.

## Geschichte
Im Jahr 2020 vereinigten sich die ehemaligen Bandkollegen von Dawn of Disease mit Sängerin Britta Görtz von Critical Mess unter dem Namen Hiraes. Dawn of Disease wurde nach dem Weggang des Sängers Tomasz Wisniewski zu Nyktophobia im Jahr 2020 aufgelöst. Bis zu diesem Zeitpunkt hatte die Band fünf Studioalben veröffentlicht. Auch Sängerin Britta Görtz hatte mit ihrer ehemaligen Band Cripper insgesamt fünf Studioalben und mit ihrer Nachfolge-Band Critical Mess anschließend noch zwei weitere Studioalben herausgebracht. Bei Hiraes handelt es sich somit um eine Band mit einem großen musikalischen Hintergrund.

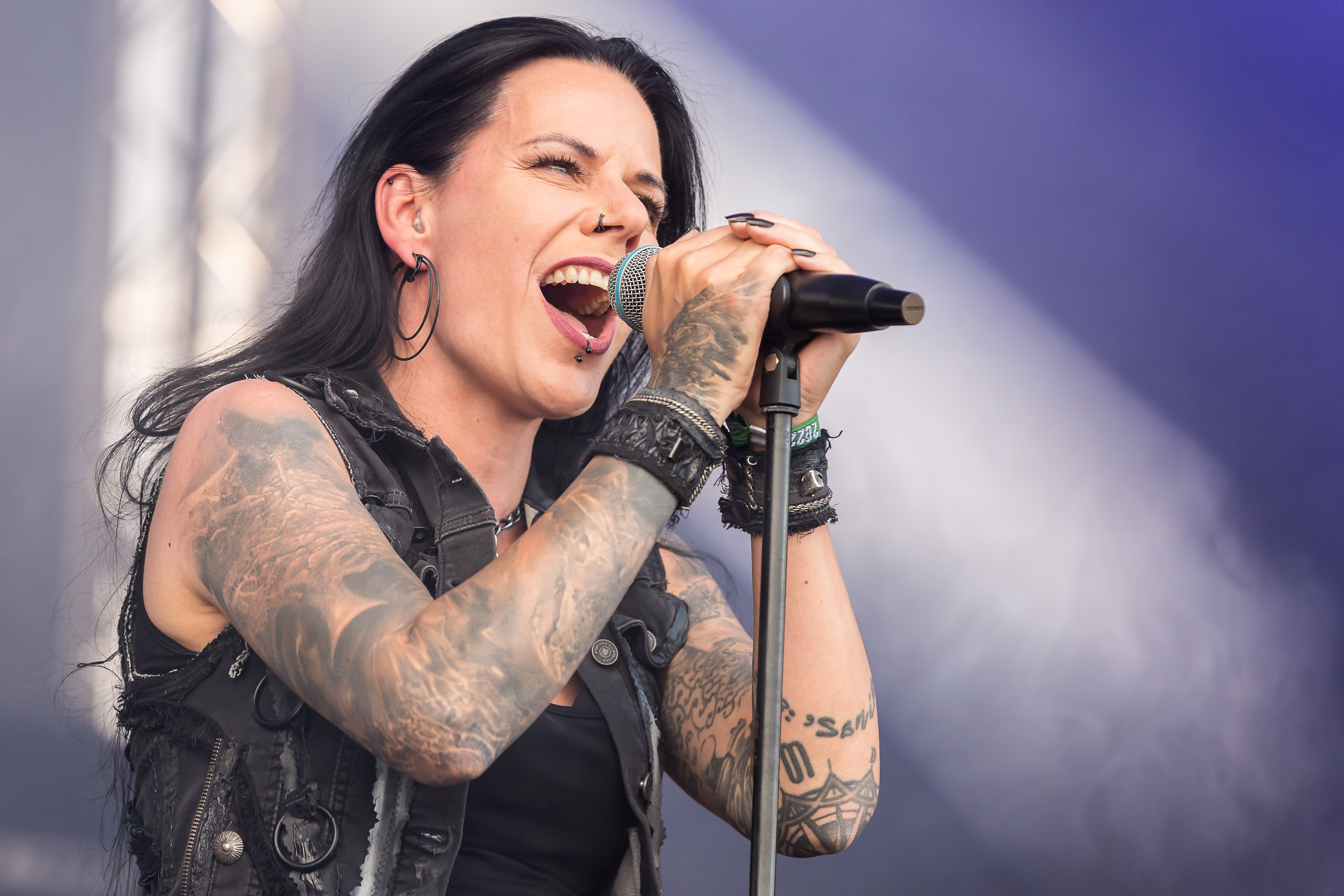
Britta Görtz (2022)

 Am 25. Juni 2021 veröffentlichte Hiraes ihr Debütalbum Solitary bei Napalm Records. Im Interview mit dem Musikmagazin Rock Hard berichtet Görtz, dass alle Songs des Albums entstanden sind, als die Band zwar noch namenlos, aber schon komplett war. Der Bandname geht auf das walisische Wort Hiraeth zurück, das für Nostalgie, Melancholie und das Festhalten an Orten der Vergangenheit steht, die so nie existiert haben und die Sehnsucht danach. Das reflektiert unsere Musik sehr gut, erklärt Görtz.
Im Interview mit dem Musikmagazin Metal Hammer berichtet die Band, wie sehr die Pandemie ihre musikalische Arbeit geprägt hat. Während sich das Album Solitary thematisch mit den Erfahrungen des Alleinseins während der Pandemie befasst, verarbeitet Dormant die Suche nach dem eignen Weg, nach Resilienz und innerer Stärke.
Das zweite Album Dormant erschien am 24. Januar 2024 ebenfalls bei Napalm Records und erreichte Platz 36 der Deutschen Albumcharts.
Im Sommer 2025 vertritt Britta Görtz auf Festivals und Konzerten Heaven-Shall-Burn-Frontmann Marcus Bischoff am Mikrofon, nachdem dieser aus gesundheitlichen Gründen den Auftritt bei Rock am Ring 2025 nach nur einem Song abbrechen musste.

## Stil
Musikalisch wird die Band wie eine Mischung aus Arch Enemy und The Halo Effect beschrieben
und mit den Genregrößen Dark Tranquillity, Insomnium, In Flames und Soilwork verglichen. Die stampfende Rhythmik in Kombination mit den edlen Leadgitarren-Harmonien soll zudem an Amon Amarth erinnern.
Das Debütalbum Solitary ist ein anachronistisches und zugleich modernes Melodic-Death-Metal-Album mit klassischer, skandinavischer Prägung. Hiraes setzen dabei auf Dramatik, Melodie und packende Gitarren, die Songs bewegen sich zu großen Teilen im mittleren Tempobereich, und kurze brutale Ausbrüche wie beim Titelsong Solitary wirken dadurch umso intensiver.
Das zweite Album Dormant wird als brachial, aber dennoch sehr melodiegetrieben bezeichnet. Dabei stehen facettenreiche Gitarrenmotive und das variantenreiche Drumming im Vordergrund, die stilvoll mit stimmig ausgearbeiteten elektronischen Klängen unterfüttert werden. Sängerin Britta Görtz wird hier die stärkste Leistung ihrer bisherigen Karriere bescheinigt und kann im Song Undercurrent sogar mit atmosphärischem Klargesang überzeugen.

## Diskografie
Studioalben

| Jahr | Titel Musiklabel        | Höchstplatzierung, Gesamtwochen, AuszeichnungChartsChartplatzierungen (Jahr, Titel, Musiklabel, Platzierungen, Wochen, Auszeichnungen, Anmerkungen) | Anmerkungen                           |
| Jahr | Titel Musiklabel        | DE | Anmerkungen                           |
| ---- | ----------------------- | --- | ------------------------------------- |
| 2021 | Solitary Napalm Records | — | Erstveröffentlichung: 25. Juni 2021   |
| 2024 | Dormant Napalm Records  | DE36 (1 Wo.)DE | Erstveröffentlichung: 24. Januar 2024 |

## Rezeption
Das Magazin Rock Hard bezeichnet das Debütalbum Solitary als bemerkenswertes Debüt. Man höre, dass erfahrene Musiker am Werk sind.
Der Metal Hammer schreibt über das Album:

„Auf dem Papier ein interessantes Zusammenspiel – auf Platte eine echte Wucht!“

Das Legacy Magazin bewertet das zweite Album Dormant sehr gut und bezeichnet das Album zudem als eines der stärksten Extreme-Metal-Produktionen des Jahres. Grundsätzlich warten Hiraes mit tollem Melodiegespür auf, spielen punktgenau und handwerklich souverän, schreibt Musikreviews.de.
Generell fällt Dormant durch seinen geschickten Spannungsaufbau und seine gewitzten Songstrukturen auf. Die durchgehend hohe Qualität fällt bis zum Ende des Albums nicht ab, schreibt Metal.de.

„HIRAES haben mit ihrem zweiten Album ein Genre-Highlight des Jahres 2024 erschaffen.“